# Nicola Conforto
Nicola Conforto, o Conforti (Nàpols, 25 de setembre de 1718 - Aranjuez, 17 de març de 1793), fou un compositor italià.
Va estudiar música a la seva ciutat natal al Conservatori de Santa Maria di Loreto, on va tenir com a mestres Giovanni Fischietti i Francesco Mancini. Va fer el seu debut al carnaval de 1746 a Nàpols amb l'òpera La finta vedova. En els següents anys va estrenar les seves obres tant a Nàpols com a Roma, i la fama assolida per aquests èxits va fer que el 1750 rebés l'encàrrec de representar en el Teatro San Carlo la seva primera opera seria, Antigono. El 1749 es va casar amb la cantant Zefferina Anselmi, amb qui va tenir dos fills. El 1751 va escriure la cantata Gli orti esperidi en honor de Maria Teresa d'Àustria. Per celebrar l'onomàstica del rei Ferran VI va estrenar el 30 de maig de 1752 el drama Siroe i el 23 de setembre 23 de 1754 per celebrar l'aniversari de Carles III de Nàpols va estrenar L'eroe cinese. Gràcies a aquests dos èxits, el 1755 va ser nomenat compositor de la cort de l'òpera de Madrid. Més tard va rebre el títol de mestre de capella, però tot i que la seva importància com a compositor va començar a declinar en els darrers anys es va dedicar cada vegada més a l'activitat de la composició.

## Òperes
- La finta vedeova (commedia, llibret de Pietro Trinchera, 1746, Nàpols)
- La finta tartara (farsa, llibret d'A. Valle, 1747, Roma)
- L'amore costante (tragicommedia, llibret de Carlo de Palma, 1747, Nàpols)
- Antigono (dramma, llibret de Pietro Metastasio, 1750, Nàpols)
- Le cinesi (componimento drammatico, llibret de Pietro Metastasio, 1750, Milà; representada com La festa cinese a Madrid el 1751)
- Gli ingenni per amore (commedia, 1752, Nàpols)
- Siroe (dramma, llibret de Pietro Metastasio, 1752, Madrid)
- La cantarina (intermezzo, llibret de Domenico Macchia, 1753, Madrid)
- La commediante (commedia, llibret d'Antonio Palomba, 1754, Nàpols)
- Ezio (dramma, llibret de Pietro Metastasio, 1754, Reggio Emilia)
- L'eroe cinese (dramma, llibret de Pietro Metastasio, 1754, Madrid)
- Adriano in Siria (dramma, llibret de Pietro Metastasio, 1754, Nàpols)
- La finta contessina (opera buffa, 1754, Nàpols)
- Las modas (serenata, 1754, Aranjuez)
- Livia Claudia vestale (dramma, llibret d'Anastasio Guidi, 1755, Roma)
- La ninfa smarrita (dramma, llibret de Giuseppe Bonecchi, 1756, Aranjuez)
- Nitteti (dramma, llibret de Pietro Metastasio, 1756, Madrid)
- La forza del genio o sia Il pastor guerrero (commedia, llibret de Giuseppe Bonecchi, 1758, Aranjuez)
- L'Endimione (serenata, llibret de Pietro Metastasio, 1763, Madrid)
- Alcide al bivio (dramma, llibret de Pietro Metastasio, 1765, Madrid)
- La pace fra le tre dee
- Il sogno di Scipione (serenata)